# Mountain Iron (Minnesota)
Mountain Iron es una ciudad ubicada en el condado de St. Louis, Minnesota, Estados Unidos. Tiene una población estimada, a mediados de 2021, de 2859 habitantes.

## Geografía
La localidad está ubicada en las coordenadas 47°32′12.1″N 92°36′59.7″O / 47.536694, -92.616583 (47.53669, -92.616572). Según la Oficina del Censo de los Estados Unidos, Mountain Iron tiene una superficie total de 183.61 km², de la cual 176.40 km² corresponden a tierra firme y 7.21 km² son agua.

## Demografía
Según el censo de 2020, en ese momento había 2878 personas residiendo en Mountain Iron. La densidad de población era de 16.32 hab./km². El 92.91% de los habitantes eran blancos, el 0.59% eran afroamericanos, el 1.29% eran amerindios, el 0.49% eran asiáticos, el 0.14% eran de otras razas y el 4.59% eran de una mezcla de razas. Del total de la población, el 0.49% eran hispanos o latinos de cualquier raza.